# Tan Twan Eng
Tan Twan Eng (chiń. 陳德黃; pinyin Chén Déhuáng; ur. w 1972 w Penang) – malezyjski pisarz.

## Życie prywatne
Tan studiował prawo na University of London, a po jego ukończeniu pracował jako adwokat w jednej z najbardziej renomowanych firm prawniczych w Kuala Lumpur. Posiada pierwszy dan w aikido. Aktualnie mieszka w Kapsztadzie.

## Kariera literacka
Tan zadebiutował w 2007 powieścią The Gift of Rain, która znalazła się na długiej liście książek nominowanych do Nagrody Bookera. Jej akcja dzieje się na wyspie Penang przed i w trakcie japońskiej okupacji Malezji w czasie II wojny światowej. The Gift of Rain przetłumaczono dotychczas m.in. na czeski, francuski, grecki, hiszpański, rumuński, serbski i włoski.
Swoją drugą powieść, Ogród wieczornych mgieł (The Garden of Evening Mists), opublikował w 2012. Tą powieścią znalazł się wśród finalistów Nagrody Bookera, został natomiast laureatem Man Asian Literary Prize oraz Nagrody Waltera Scotta. Książka opowiada o Malezyjce pochodzenia chińskiego, dawniej więzionej w japońskim obozie pracy, która chce założyć obóz na cześć swojej zmarłej siostry, w czym pomaga jej japoński projektant.
W 2023 roku opublikował swoją trzecią powieść, Dom drzwi (The House of Doors), która znalazła się na długiej liście książek nominowanych do Nagrody Bookera. Jej akcja dzieje się w 1921 roku na wyspie Penang, głównym bohaterem jest pisarz William Somerset Maugham.

## Twórczość
- The Gift of Rain (2007).
- The Garden of Evening Mists (2011, wyd. pol.: Ogród wieczornych mgieł, tłum. Ewa Rajewska, Znak Literanova 2013).
- The House of Doors (2023, wyd. pol.: Dom Drzwi, tłum. Agata Ostrowska, Wydawnictwo Poznańskie, 2024[7]).